# جشنواره بین‌المللی فیلم اسلم دنس
جشنواره فیلم اسلم دنس جشنواره فیلم سالانه است که هر سال به مدت یک هفته در اواخر ژانویه در پارک سیتی در ایالت یوتا آمریکا برگزار می‌شود. در این جشنواره همزمان با نمایش فیلم‌ها کارگاه‌ها و مسابقات فیلمنامه‌نویسی نیز برگزار می‌شود. این رویداد به‌طور کلی بر روی فیلمسازی مستقل تمرکز دارد و تنها فیلم‌هایی با بودجه زیر یک میلیون دلار را می‌پذیرد. اسلم دنس زادگاه چهره‌هایی مانند کریستوفر نولان و برادران روسو بوده‌است.

## تاریخچه حضور فیلمهای ایرانی
فیلم داستانی کشتن خواجه به کارگردانی عبد آبست و تهیه‌کنندگی شهرزاد سیفی، فیلم مستند عشق سگی به کارگردانی محمود غفاری و تهیه‌کنندگی مهناز جارچی نخستین فیلم‌های بلندی هستند که به جشنواره بین‌المللی فیلم اسلم دنس راه یافته‌‌اند. کشتن خواجه همچنین تنها فیلم ایرانی است که تا به حال برنده جایزه در این جشنواره شده‌است. این فیلم در بیست و هشتمین دوره این جشنواره در سال ۲۰۲۲ برنده جایزه هیئت داوران در بخش رهایی شد. پیش از آن، فیلم‌های کوتاهی از قبیل حیوان ساخته برادران ارک و وال‌ها ساخته بهنام عابدی به این جشنواره راه یافته بودند.

## جوایز اسپارکی[۱]
- جایزه هیئت داوران برای فیلم بلند داستانی
- جایزه هیئت داوران برای فیلم بلند مستند
- جایزه هیئت داوران برای فیلم کوتاه داستانی
- جایزه هیئت داران بری فیلم کوتاه مستند
- جایزه هیئت داورام برای انیمیشن وتاه
- جایزه هیئت داوران برای فیلم کوتاه تجربی
- جایزه هیئت داوران در بخش رهایی
- جایزه Unstoppable برای فیلم داستانی
- جایزه Unstoppable برای فیلم مستند
- جایزه بینندگان برای فیلم داستانی
- جایزه بینندگان برای فیلم مستند
- جایزه بینندگان برای بهترین اپیزود
- جایزه بهترین بازیگری
- جایزه روح اسلم دنس (تمام فیلمسازها به فیلم/فیلمسازی رای می‌دهند که به بهترین نحو هدف جشنواره اسلم دنس را به نمایش می‌گذارد)

## AGBO Fellowship
- این جایزه که در سال ۲۰۱۸ توسط دو تن از شرکت کننده‌های سابق اسلم دنس یعنی برادران روسو (کارگردان‌های انتقام جویان و کاپیتان آمریکا) پایه‌گذاری شد، برای حمایت از فیلمسازان جوان و کمک به ظهور استعدادهای جدید طراحی شده‌است.
- آنتونی و جو روسو، یک فیلمساز را هر سال از بین شرکت کننده‌ها انتخاب می‌کنند تا جایزه بیست و پنج هزار دلاری را دریافت کند، برنده همچنین به یک دفتر در استودیو AGBO که در لس آنجلس قرار دارد، دسترسی خواهد داشت و برادران روسو در طول این مدت راهنمای او خواهند بود.[۷][۸]